# Cetonia
Cetonia – rodzaj chrząszczy z rodziny poświętnikowatych i podrodziny kruszczycowatych.

## Gatunki
Do rodzaju należą 34 gatunki w 4 podrodzajach:
podrodzaj Cetonia Fabricius, 1775
- Cetonia aeratula Reitter, 1891
- Cetonia asiatica Gory & Percheron, 1833
- Cetonia aurata (Linnaeus, 1758)
- Cetonia aurataeformis Curti, 1913
- Cetonia carthami Gory & Percheron, 1833
- Cetonia delagrangei Boucard, 1893
- Cetonia funeraria Gory & Percheron, 1833
- Cetonia sexguttata d'Olsuviev, 1916
- Cetonia viridescens Reitter, 1891
- Cetonia kemali Delpont, 1995

podrodzaj Eucetonia Schoch, 1894
- Cetonia angulicollis Kraatz, 1889
- Cetonia chinensis (Schürhoff, 1942)
- Cetonia filchnerae Kolbe, 1908
- Cetonia kolbei Curti, 1914
- Cetonia magnifica Ballion, 1870
- Cetonia pakistanica Krajcik & Jakl, 2004
- Cetonia pilifera Motschulsky, 1860
- Cetonia pililineata (Schürhoff, 1942)
- Cetonia prasinata Bourgoin, 1915
- Cetonia pygidionotis (Schürhoff, 1942)
- Cetonia roelofsi Harold, 1880
- Cetonia sakaii Antoine, 2000
- Cetonia sichuana Krajcik, 2002
- Cetonia viridiopaca (Motschulsky, 1858)

podrodzaj Indocetonia Mikšič, 1965
- Cetonia bensoni (Westwood, 1849)
- Cetonia laeviventris Arrow, 1910
- Cetonia philippeantoinei Krajcik, 2016
- Cetonia rhododendri Gestro, 1891
- Cetonia rutilans (Janson, 1881)
- Cetonia sehnali Krajcik, 2012
- Cetonia siamensis Antoine, 2000
- Cetonia vetusta Ritsema, 1885
- Cetonia wrzecionkoi Krajcik, 2008

podrodzaj Sakaiana Jakl, 2015
- Cetonia annamitica Jakl, 2015